# Merlene Ottey
Merlene Ottey (n. 10 mai 1960, Hanover Parish⁠(d), Comitatul Cornwall, Jamaica, Jamaica) este o fostă atletă din Jamaica. În 2002 a obținut cetățenia slovenă. Este multiplă campioană mondială la alergări pe distanță scurtă.

## Carieră
A câștigat 13 medalii la Campionatele Mondiale. La Campionatul Mondial 1991 a devinit campioană mondială cu echipa de ștafetă (4x100 m) a Jamaicei. La Campionatul Mondial din 1993 a câștigat medalia de aur în proba de 200 m. La Campionatul Mondial din 1995 a câștigat din nou medalia de aur, devenind prima femeie care a reușit să obțină medalia de aur în două ediții consecutive.
De trei ori a devinit campioană mondială în sală, în anii 1989 și 1991 în proba de 200 m și în 1995 la 60 m. În 1992 a stabilit la Madrid un record mondial în proba de 60 m în sală, cu timpul de 6,96 s. În anul următor, la Liévin, a stabilit recordul mondial în proba de 200 m în sală, cu un timp de 21,87 s.
Din 1998 Merlene Ottey a locuit în Slovenia și în 2002 a obținut cetățenia slovenă. A participat de șapte ori la Jocurile Olimpice, la Jocurile Olimpice din 1980, 1984, 1988, 1992, 1996, 2000 și 2004. A câștigat nouă medalii olimpice, acest record a fost depășit de americancă Allyson Felix în 2021, dar nu a câștigat nicio medalie de aur.
În 2012, la vârsta de 52 de ani, a participat cu echipa de ștafetă (4x100 m) a Sloveniei la Campionatul European de la Helsinki, dar a ratat baremul pentru Jocurile Olimpice din 2012. Apoi s-a retras.

## Competiții internaționale
| An                    | Competiție                   | Locație                     | Loc                  | Eveniment            | Note                 |
| Reprezentând Jamaica  | Reprezentând Jamaica         | Reprezentând Jamaica        | Reprezentând Jamaica | Reprezentând Jamaica | Reprezentând Jamaica |
| --------------------- | ---------------------------- | --------------------------- | -------------------- | -------------------- | -------------------- |
| 1980                  | Jocurile Olimpice            | Moscova, Uniunea Sovietică  | 3                    | 200 m                | 22,20                |
| 1980                  | Jocurile Olimpice            | Moscova, Uniunea Sovietică  | nu a avansat         | 4x100 m              | 43,19                |
| 1980                  | Jocurile Olimpice            | Moscova, Uniunea Sovietică  | nu a avansat         | 4x400 m              | 3:31,5               |
| 1983                  | Campionatul Mondial          | Helsinki, Finlanda          | 4                    | 100 m                | 11,19                |
| 1983                  | Campionatul Mondial          | Helsinki, Finlanda          | 2                    | 200 m                | 22,19                |
| 1983                  | Campionatul Mondial          | Helsinki, Finlanda          | 3                    | 4x100 m              | 42,73                |
| 1984                  | Jocurile Olimpice            | Los Angeles, Statele Unite  | 3                    | 100 m                | 11,16                |
| 1984                  | Jocurile Olimpice            | Los Angeles, Statele Unite  | 3                    | 200 m                | 22,09                |
| 1984                  | Jocurile Olimpice            | Los Angeles, Statele Unite  | 8                    | 4x100 m              | 53,54                |
| 1987                  | Campionatul Mondial în sală  | Indianapolis, Statele Unite | 4                    | 60 m                 | 7,13                 |
| 1987                  | Campionatul Mondial în sală  | Indianapolis, Statele Unite | 2                    | 200 m                | 22,66                |
| 1987                  | Campionatul Mondial          | Roma, Italia                | 3                    | 100 m                | 11,04                |
| 1987                  | Campionatul Mondial          | Roma, Italia                | 3                    | 200 m                | 22,06                |
| 1988                  | Jocurile Olimpice            | Seul, Coreea de Sud         | DNS (sf)             | 100 m                | 11,03                |
| 1988                  | Jocurile Olimpice            | Seul, Coreea de Sud         | 4                    | 200 m                | 21,99                |
| 1988                  | Jocurile Olimpice            | Seul, Coreea de Sud         | DNS (f)              | 4x100 m              | 43,30 (sf)           |
| 1989                  | Campionatul Mondial în sală  | Budapesta, Ungaria          | 3                    | 60 m                 | 7,10                 |
| 1989                  | Campionatul Mondial în sală  | Budapesta, Ungaria          | 1                    | 200 m                | 22,34                |
| 1991                  | Campionatul Mondial în sală  | Sevilla, Spania             | 2                    | 60 m                 | 7,08                 |
| 1991                  | Campionatul Mondial în sală  | Sevilla, Spania             | 1                    | 200 m                | 22,24                |
| 1991                  | Campionatul Mondial          | Tokio, Japonia              | 3                    | 100 m                | 11,06                |
| 1991                  | Campionatul Mondial          | Tokio, Japonia              | 3                    | 200 m                | 22.21                |
| 1991                  | Campionatul Mondial          | Tokio, Japonia              | 1                    | 4x100 m              | 41,94                |
| 1992                  | Jocurile Olimpice            | Barcelona, Spania           | 5                    | 100 m                | 10,88                |
| 1992                  | Jocurile Olimpice            | Barcelona, Spania           | 3                    | 200 m                | 22,09                |
| 1992                  | Jocurile Olimpice            | Barcelona, Spania           |                      | 4x100 m              | DNF                  |
| 1993                  | Campionatul Mondial          | Stuttgart, Germania         | 2                    | 100 m                | 10,82                |
| 1993                  | Campionatul Mondial          | Stuttgart, Germania         | 1                    | 200 m                | 21,98                |
| 1993                  | Campionatul Mondial          | Stuttgart, Germania         | 3                    | 4x100 m              | 41,94                |
| 1995                  | Campionatul Mondial în sală  | Barcelona, Spania           | 1                    | 60 m                 | 6,97                 |
| 1995                  | Campionatul Mondial          | Göteborg, Suedia            | 2                    | 100 m                | 10,94                |
| 1995                  | Campionatul Mondial          | Göteborg, Suedia            | 1                    | 200 m                | 22,12                |
| 1995                  | Campionatul Mondial          | Göteborg, Suedia            | 2                    | 4x100 m              | 42,25                |
| 1996                  | Jocurile Olimpice            | Atlanta, Statele Unite      | 2                    | 100 m                | 10,94                |
| 1996                  | Jocurile Olimpice            | Atlanta, Statele Unite      | 2                    | 200 m                | 22,24                |
| 1996                  | Jocurile Olimpice            | Atlanta, Statele Unite      | 3                    | 4x100 m              | 42,24                |
| 1997                  | Campionatul Mondial          | Atena, Grecia               | 7                    | 100 m                | 11,29                |
| 1997                  | Campionatul Mondial          | Atena, Grecia               | 3                    | 200 m                | 22,40                |
| 2000                  | Jocurile Olimpice            | Sydney, Australia           | 3                    | 100 m                | 11,19                |
| 2000                  | Jocurile Olimpice            | Sydney, Australia           | 2                    | 4x100 m              | 42,13                |
| Reprezentând Slovenia |                              |                             |                      |                      |                      |
| 2003                  | Campionatul Mondial în sală  | Birmingham, Regatul Unit    | 3                    | 60 m                 | 7,20                 |
| 2003                  | Campionatul Mondial          | Paris, Franța               | 11 (sf)              | 100 m                | 11,26                |
| 2003                  | Campionatul Mondial          | Paris, Franța               | 16 (qf)              | 200 m                | 23,22                |
| 2003                  | Campionatul Mondial          | Paris, Franța               | (h)                  | 4x100 m              | DISQ                 |
| 2004                  | Campionatul Mondial în sală  | Budapesta, Ungaria          | 9 (sf)               | 60 m                 | 7,21                 |
| 2004                  | Jocurile Olimpice            | Atena, Grecia               | 10 (sf)              | 100 m                | 11,21                |
| 2004                  | Jocurile Olimpice            | Atena, Grecia               | DNF (sf)             | 200 m                | 22,72 (h)            |
| 2006                  | Campionatul European         | Göteborg, Suedia            | 10 (sf)              | 100 m                | 11,44                |
| 2007                  | Campionatul European în sală | Birmingham, Regatul Unit    | 19 (h)               | 60 m                 | 7,33                 |
| 2007                  | Campionatul Mondial          | Osaka, Japonia              | 38 (h)               | 100 m                | 11,64                |
| 2010                  | Campionatul European         | Barcelona, Spania           | 13 (h)               | 4x100 m              | 44,30                |
| 2012                  | Campionatul European         | Helsinki, Finlanda          | 11 (h)               | 4x100 m              | 44,28                |

## Recorduri personale
| Probă         | Performanță | Dată               | Locație   |
| ------------- | ----------- | ------------------ | --------- |
| 100 m         | 10,74       | 7 septembrie 1996  | Milano    |
| 200 m         | 21,64       | 13 septembrie 1991 | Bruxelles |
| 60 m în sală  | 6,96 RN     | 14 februarie 1992  | Madrid    |
| 200 m în sală | 21,87 RM    | 13 februarie 1993  | Liévin    |